# John Huguenin
John Huguenin (* 12. Januar 1930; † 3. November 2015) war ein niederländischer Fußballspieler.

## Karriere

### Verein
Huguenin gehörte ADO Den Haag an, für den Verein er in der ersten Saison in der 1956 neu geschaffenen Eerste Divisie spielte. Als Meister der Divisie A aus dieser zweithöchsten und in zwei Divisionen unterteilten Spielklasse im niederländischen Fußball hervorgegangen, spielte er fortan und bis Saisonende 1960/61 in der ein Jahr zuvor gegründeten höchsten Spielklasse, der Eredivisie. Für den Liganeuling bestritt er am 11. und 15. Mai 1958 (29. und 30. Spieltag) seine ersten beiden Punktspiele. Im ersten unterlag er mit seiner Mannschaft im Auswärtsspiel gegen Blauw Wit Amsterdam – ebenfalls Liganeuling (Meister Eerste Divisie B) – mit 2:3 und im zweiten gewann er mit seiner Mannschaft im Auswärtsspiel gegen Rapid JC Heerlen mit 4:0. In der Folgesaison bestritt er mit sieben Punktspielen die meisten Einsätze, denn in den beiden folgenden Saisonen wurde er jeweils nur einmal eingesetzt. Sein letztes Punktspiel für den Verein bestritt er am 23. April 1961 (29. Spieltag) bei der 3:4-Niederlage im Auswärtsspiel gegen die USV Elinkwijk, einem der drei Vorgängervereine, die am 1. Juli 1970 zum FC Utrecht fusionierten.
Des Weiteren bestritt er im Wettbewerb um den KNVB-Pokal in der Saison 1956/57 drei Spiele. Das Viertelfinalspiel am 17. April 1957 daheim gegen den BVC Amsterdam endete torlos und das Entscheidungsspiel im Olympiastadion Amsterdam am 25. April 1957 1:1 unentschieden nach Verlängerung. In einem weiteren Entscheidungsspiel, in dem er nicht zum Einsatz gekommen war, gewann seine Mannschaft am 8. Mai 1957 mit 4:3 im Zuiderparkstadion. Das Halbfinalspiel am 30. Mai 1957 wurde bei Fortuna 54 Geleen mit 1:2 verloren.

### Nationalmannschaft
Huguenin nahm im Alter von 18 Jahren an der ersten Austragung des von der FIFA organisierten Juniorenturniers in England teil. Mit seiner Mannschaft stieß er bis ins Finale vor, das gegen die FA-Jugendauswahl „A“ mit 2:3 verloren wurde.

## Erfolge
Nationalmannschaft
- Finalist FIFA-Juniorenturnier 1948

ADO Den Haag
- Meister Erste Divisie A 1957 und Aufstieg in die Eredivisie
- KNVB-Pokal-Halbfinalist 1957